# بني جرير (قبيلة)
بني جرير وتنطق بْني ڭْرِيرْ هي قبيلة ريفية أمازيغية غمارية، تابعة لاتحادية قبائل غمارة، تحدها شرقا قبيلة بني سميح، وشمالا ساحل البحر الأبيض المتوسط، وغربا قبيلة بني بوزرة وقبيلة بني منصور، وجنوبا قبيلة بني سميح.

## التاريخ
في القرن 10هـ/16م أشار الحسن الوزان إلى فرع من غمارة يدعى بْني ڭْرِيرْ يعيش بالريف؛ ويقول في حديثه عن جبل بْني ڭْرِيرْ:
«سنتحدث الأن عن بعض جبال الريف، فجبل بْني ڭْرِيرْ يسكنه فرع من غمارة، وهو مجاور لترغة، يمتد على طول عشرة أميال تقريبا، فيه غابات وكروم وبساتين الزيتون، وسكانه فقراء مدقعون، يلبسون الثياب الحقيرة، ولا يملكون من الماشية إلا القليل، ويصنعون كثيرا من الخمر و الدبس، ولا ينبت الشعير إلا بقلة في البلاد».
ولازال بنو جرير إلى الأن يسكنون بناحية ترغة، ومن قرى بني جرير قرية تغسة أو تاغسة، وهي مدينة صغيرة كثيرة السكان، تقع على بعد ملين عن البحر، وسكانها حسب الوزان كلهم صيادون، وملاحون يحملون الميرة إلى المدينة، لأن الأراضي كلها جبال وغابات، وهناك جملة حسنة من الكروم والأشجار المثمرة في المنطقة. ولا يأكل أعيان تغسة غير خبز الشعير و السردين والبصل.

## أعلام
- أرشيق الجريري[9]